# Lorenzo Caleppi
Lorenzo kardinál Caleppi (29. dubna 1741, Cervia – 10. ledna 1817, Rio de Janeiro) byl italský kardinál římskokatolické církve.
Byl synem hraběte a studoval v Ravenně a Ceseně. Na kněze byl vysvěcen 1. května 1772 biskupem Giuseppem Garampim, jemuž v letech 1772-1785 sloužil jako zástuupce a auditor nunciatur ve Varšavě a ve Vídni. V Římě působil v různých funkcích, například jako diplomat v Neapoli. Roku 1801 se stal titulárním arcibiskupem v Nisibu. Ve stejném roce se stal nunciem v Portugalsku. Roku 1808, po vpádu Francie do Portugalska, odcestoval do Brazílie, kde roku 1817 zemřel. Roku 1816 byl jmenován kardinálem, nikdy se však úřadu neujal. Je pohřben v kostele San António v Rio de Janeiru.